# Districte de Brinhòla
El Districte de Brinhòla és un dels tres districtes del departament francès del Var, a la regió de Provença-Alps-Costa Blava. Té 9 cantons i 61 municipis. El cap cantonal és Brinhòla.

## Cantons
- cantó d'Aups
- cantó de Barjòus
- cantó de Bessa d'Issòla
- cantó de Brinhòla
- cantó de Cotinhac
- cantó de Rians
- cantó de La Ròcabrussana
- cantó de Sant Maissemin de la Santa Bauma
- cantó de Tavernas